# Drosophila bromelioides
Drosophila bromelioides este o specie de muște din genul Drosophila, familia Drosophilidae, descrisă de Pavan și Cunha în anul 1947. Conform Catalogue of Life specia Drosophila bromelioides nu are subspecii cunoscute.